# Kubanska revolucija
Kubanska revolucija (španjolski: Revolución cubana) je naziv za građanski rat koji se od 1953. do 1959. vodio na Kubi između režima pro-američkog predsjednika Batiste na jednoj, i ljevičarskih, nacionalističkih i prodemokratski orijentiranih ustanika okupljenih u Pokret 26. srpnja na drugoj strani. Ustanak je započeo u srpnju 1953. Ustanici, koje je vodio Fidel Castro, su unatoč brojčanoj i tehničkoj inferiornosti, koristeći vještu kombinaciju propagande i gerilske strategije, do kraja 1958. uspjeli vojnički slomiti Batistine snage i uspostaviti režim koji je započeo niz dalekosežnih ekonomskih i političkih reformi, koji će od Kube učiniti prvu socijalističku, odnosno komunističku državu na zapadnoj hemisferi. Reakcija SAD-a na te događaje je dovela do najozbiljnije eskalacije hladnog rata, a postignuća i strategiju kubanskih revolucionara su, s manje ili više uspjeha, pokušale kopirati brojne revolucionarne i gerilske organizacije diljem svijeta. Zbog svega toga se kubanska revolucija smatra jednim od najvažnijih događaja 20. stoljeća.